# دومينيك نوليس
دومينيك نوليس (بالإنجليزية: Dominic Knowles)‏ (13 فبراير 1992 بأكرينجتون في المملكة المتحدة - ) هو لاعب كرة قدم بريطاني في مركز الهجوم. لعب مع نادي بيرنلي ونادي غاينسبورو ترينيتي ونادي كيدرمينستر هاريرز لكرة القدم ونادي هاروجيت تاون ونادي بيرتن ألبيون.

## وصلات خارجية
- دومينيك نوليس على موقع قاعدة بيانات كرة القدم.إي يو (الإنجليزية)
- دومينيك نوليس على موقع Soccerbase.com (لاعب) (الإنجليزية)
- دومينيك نوليس على موقع Soccerway.com (الإنجليزية)
- دومينيك نوليس على موقع AS.com (الإسبانية)